# Рокхаузен
Рокхаузен (њем. Rockhausen) општина је у њемачкој савезној држави Тирингија. Једно је од 44 општинска средишта округа Илм. Према процјени из 2010. у општини је живјело 261 становника. Посједује регионалну шифру (AGS) 16070044.

## Географски и демографски подаци
Рокхаузен се налази у савезној држави Тирингија у округу Илм. Општина се налази на надморској висини од 300 m. Површина општине износи 4,0 km². У самом мјесту је, према процјени из 2010. године, живјело 261 становника. Просјечна густина становништва износи 65 становника/km².